# Selama (biskup etiopski)
Jakub – duchowny Etiopskiego Kościoła Ortodoksyjnego, od 2018 biskup Ohio.

## Życiorys
Sakrę biskupią otrzymał jako hierarcha Etiopskiego Kościoła Ortodoksyjnego na Wygnaniu. W 2018 oba etiopskie patriarchaty się pojednały, a wszyscy biskupi obu frakcji weszli w skład jednego ogólnokościelnego Synodu.